# 猛鬼狐狸精
《猛鬼狐狸精》（英語：Return of the Evil Fox），是1991年上映的一部香港恐怖鬼片，由梁佐治執導，吳君如、陳加玲、王玉環、吳剛等主演。

## 劇情
在上古時代，邪惡的狐狸精（王玉環 飾）與樣貌美艷的女法師張素素（陳嘉玲 飾）大戰，前者雖佔了上風，但在關鍵時刻被素素的弟弟（黃一山 飾）射傷遁去。素素戰死，靈魂無意中被懾入法寶“碧玉寶鼎”之中。1991年後狐狸精復活，只要吸取108個精氣便能獲得無限的力量。

大陸青年華富川（吳剛 飾）來港，打算投靠契爺張午（胡楓 飾）。時張午搬遷至鴻基大廈，豈料此乃四陰之地狐狸精正好在此修煉。富川偶然觸及“碧玉寶鼎”後解放出素素的魂魄，素素遂借加玲的肉身以圖消滅狐狸精卻不敵，得班察大喇嘛（韓義生 飾）挺身相助，才暫時擊退狐狸精。喇嘛告知富川實為轉世活佛（即素素說的三教聖人）。後經一翻打鬥，富川集合了耶、佛、道三教之精神，終將狐狸精消滅。

## 角色
| 演員   | 角色       | 備註         |
| 吳君如 | 張大如     |              |
| 陳加玲 | 張小意     | 被張素素附身 |
| 王玉環 | 狐狸精     |              |
| 吳剛   | 華富川     | 轉世靈童     |
| 胡楓   | 張午       |              |
| 成奎安 | 大麻成     |              |
| 韓義生 | 班察大喇嘛 |              |
| 曹查理 | 周友       | 大廈租務經理 |
| 苑瓊丹 | 小紅       |              |
| 黃素歡 | 小青       |              |
| 承恩   |            | 高利貸放債人 |
| 陳珩   |            |              |
| 黃一山 | 張素素之弟 | 張午之祖師   |
| 黎小田 | 沙膽洪     | 商場管理員   |
| 楚原   | 富翁       |              |